# Połogowe zapalenie otrzewnej
Połogowe zapalenie otrzewnej – zapalenie otrzewnej podczas połogu.

## Objawy[1]
- duża bolesność brzucha, wrażliwość na każdy dotyk i ucisk
- porażenie perystaltyki jelit
- napięcie mięśni brzucha – deskowato twardy brzuch (uniemożliwiający przesuwanie otrzewnej)
- wzdęcia
- zatrzymanie stolca i gazów
- nudności, wymioty
- gorączka
- bardzo złe samopoczucie
- szybkie, słabe tętno
- suchy, spękany i z owrzodzeniami język
- zimny nos
- zimny pot na czole

## Leczenie[1]
Jak najwcześniejsze otwarcie jamy otrzewnej. Odessanie i osuszenie, następnie płukanie 0,9% roztworem chlorku sodu. Należy zastosować drenaż oraz zapewnić stały wlew dożylny. Ważne jest podanie chlorku potasu w celu wyeliminowania niedoborów potasu oraz uruchomienie perystaltyki jelit. Wykonuje się również stałe odsysanie treści żołądkowej za pomocą zgłębnika.